# Villa Rustica (Kempten bei Bingen)

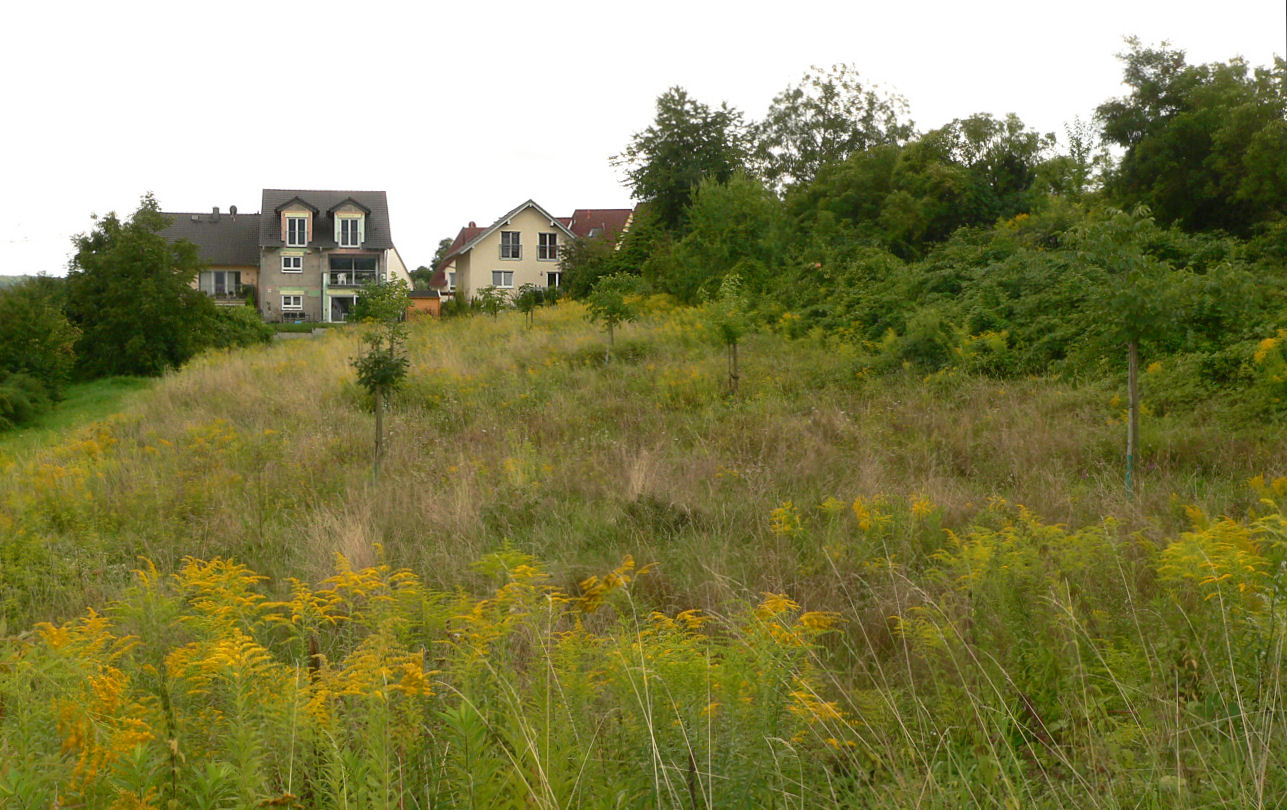
Brachgelände mit den Bodenresten der Villa rustica Kempten

Die Villa rustica in Bingen am Rhein im Ortsteil Kempten war eine römische Villa rustica, die am Nordosthang des Rochusberges lag.

## Beschreibung

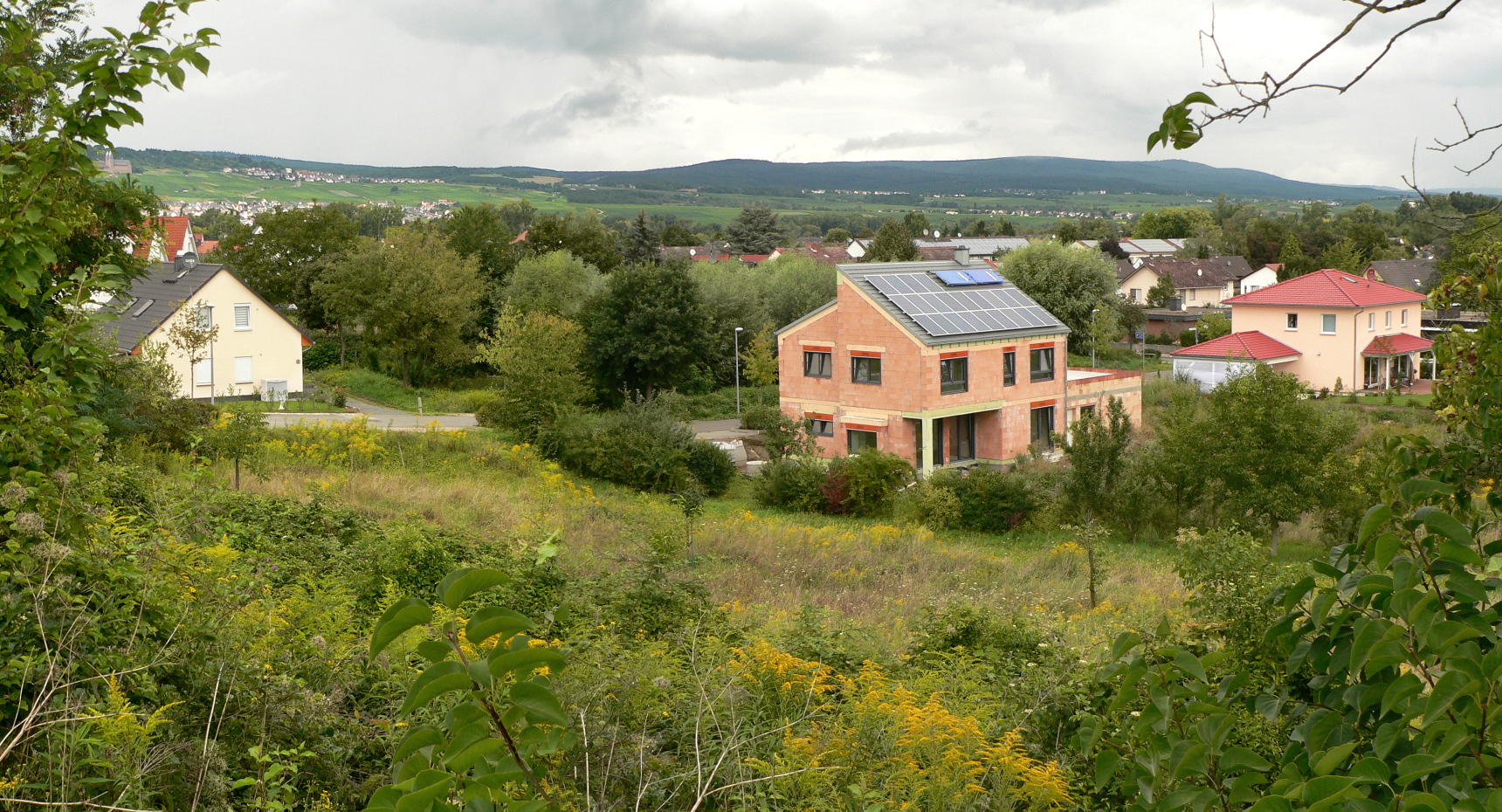
Blick über das Brachgelände mit den Bodenresten zum Rhein und auf den Rheingau

Der römische Gutshof wurde etwa im 1. Jahrhundert errichtet, wobei die Größe des Haupthauses auf rund 50 × 30 Meter geschätzt wird. Das Gut wurde rund 400 Jahre durchgängig genutzt und in dieser Zeit durch römische, germanische und fränkische Nutzer mehrmals umgebaut. Seine Reste haben sich unter einer schützenden Erdschicht aus Löss erhalten. Der Boden könnte vor Jahrhunderten infolge von Starkregen vom Rochusberg abgespült worden sein und die Baulichkeiten überdeckt haben.
Ähnliche Villae rusticae gab es entlang der Römerstraßen alle zwei bis drei Kilometer. Hier lebten etwa 80 Prozent der damaligen Bevölkerung. Eine weitere Anlage dieser Art war die Villa Rustica Weiler, die etwa sieben Kilometer westlich lag.

## Lage und Entdeckung
Die Villa rustica ist in günstiger Lage oberhalb der Sümpfe der Rheinniederung und im Windschatten des Rochusberges mit weiter Aussicht über das Flusstal errichtet worden. Ihre Reste befinden sich im Südwesten Kemptens im Neubaugebiet Im Kühweg. Sie liegen auf einer Fläche, die früher durch eine Gärtnerei genutzt wurde und die sich heute als Brachgelände darstellt. Der früheren Gärtnerfamilie war die archäologische Bedeutung ihres Grundstücks bereits seit den 1930er Jahren bekannt, da sie bei Gartenarbeiten regelmäßig Funde in Form antiker Scherben machte. Diese Funde erhielt das Rheinland-pfälzische Landesamt für Denkmalpflege in Mainz in den 1980er Jahren. Nach Aufgabe der Gärtnerei erwarb die Stadt Bingen das Gelände im Jahre 2006 und untersagte eine Bebauung zum Schutz der im Boden befindlichen archäologischen Relikte.

## Ausgrabung

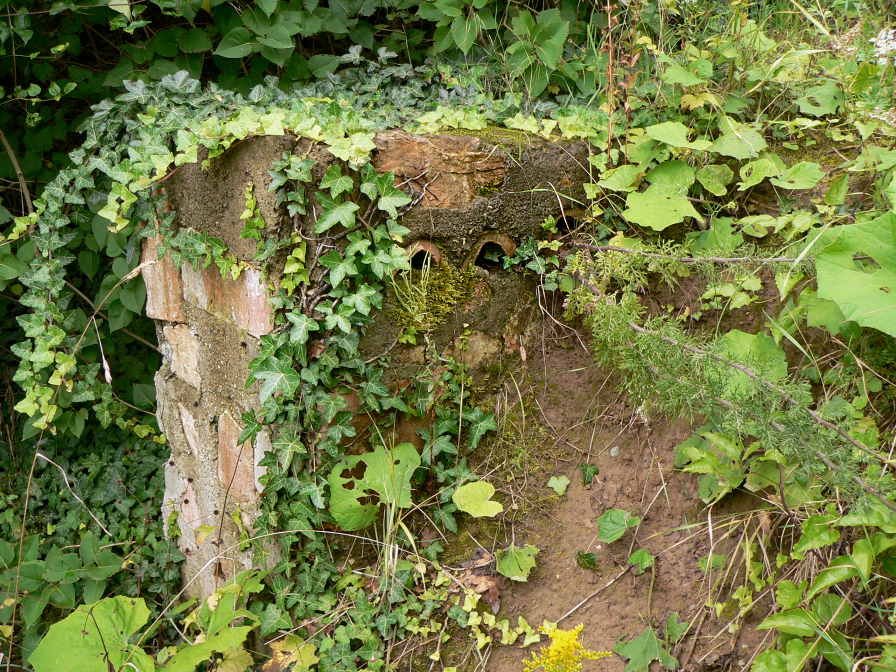
Baureste auf dem Fundgelände der Villa rustica

Auf dem Gelände der früheren Villa rustica erfolgten bereits in früheren Zeiten punktuelle Ausgrabungen. Im Jahre 2007 kam es zu einer mehrwöchigen Grabung unter Leitung des damaligen rheinland-pfälzischen Landesarchäologen Gerd Rupprecht. Dabei wurde eine etwa 30 m² große Fläche im Bereich des Haupthauses der römischen Villa freigelegt. Es wurden bis zu zwei Meter hohe Mauerwerksreste entdeckt, die in der Region Rheinhessen in diesem Ausmaß eine Besonderheit darstellen. Die Wände bestanden aus mit Mörtel verbundenen Bruchsteinen. Sie wiesen einen glatt gestrichenen Putz ohne Bemalung auf, dessen Strohzusätze in die Zeit des 3. Jahrhunderts datieren. Außerdem wurde der Fußboden mit Hohlräumen eines Hypokaustums freigelegt. Dabei wurde auch die Brennkammer mit Feuerungsluke entdeckt. Darüber hinaus wurden auf dem Grabungsareal zwei Gräber aus fränkischer Zeit entdeckt.
Nach Abschluss der Grabungsarbeiten wurde die Ausgrabungsstelle wieder mit Erde verfüllt. Obwohl die Archäologen im Erdreich noch weitere Mauern, Torbögen, Fenster und Gewölbe vermuteten, wurde wegen Kosten in geschätzter sechsstelliger Höhe auf eine komplette Freilegung der Villa rustica verzichtet.